# Die Nacht der Jäger
Die Nacht der Jäger ist ein schwedischer Kriminalfilm von Kjell Sundvall aus dem Jahr 2011. Er stellt eine Fortsetzung zu Die Spur der Jäger aus dem Jahr 1996 dar, bei dem Sundvall ebenfalls Regie führte.

## Inhalt
Polizeikommissar Erik Bäckström wird in das Heimatdorf seines verstorbenen Bruders geschickt,
um den Mord an einer jungen Frau aufzuklären. Der Dorfpolizist Torsten hat schnell einen Verdächtigen parat. Nach Eriks Meinung beharrt Torsten zu stur darauf, den Trunkenbold Jari zu verhaften. Doch Torsten liefert immer neue Indizien für Jaris Schuld. Als er Erik dann an eigenen Ermittlungen zu hindern beginnt und sogar gewalttätig wird, ist sich der erfahrene Kriminalist sicher, dass Torsten etwas vertuschen will.

## Hintergrund
Wie schon der erste Teil wurde Jägarna 2 in der nördlichsten schwedischen Provinz Norrbottens län gedreht.

## Kritik
„Krimi mit dichter Spannung, der reizvoll Familiendrama und Genregeschichte verbindet und dabei in menschliche Abgründe blicken lässt.“

„[D]er Film [erfüllt] alle Erwartungen an einen Thriller aus Schweden. Thematisch wäre das der Konflikt zwischen dem Einzelnen, der auf der Seite des Gesetzes steht, und der verschworenen kriminellen Gemeinschaft. Der Antagonismus findet dabei vor dem Hintergrund einer Naturlandschaft statt, deren Ursprünglichkeit und Rauheit die animalische Seite des Menschen symbolisiert. Formal findet das Abgründige in einer düsteren Bildsprache ihre Entsprechung, die allerdings auf einer kaum mehr als routinierten Inszenierung fußt. Aus dem Norden also nichts Neues - und doch durchaus sehenswert.“

## Fortsetzung
2018 folgte die Fernsehserie Jäger – Tödliche Gier (Jägarna). Rolf Lassgård spielte darin wieder die Hauptrolle des Erik Bäckström.